# Station Przybroda
Station Przybroda is een spoorwegstation in de Poolse plaats Przybroda.